# Klabava
Klabava, negdje i Klabavka, rijeka je u Češkoj, pritoka Berounke. Naziv je dobila po mjestu Klabavka, gdje i izvire. Protječe 
Plzeňskim krajem 51,2 kilometar do mjesta Chrást, gdje se ulijeva u rijeku Berounku.
Ukupna površina porječja Klabave iznosi 373 četvornih kilometara, a prosječni istjek kod ušća 2,1 kubnih metara u sekundi.
Budući da ima vrlo varljivi vodeni režim, koji se brzo povećava u vrijeme oborina, za regulacija protoka vode i vodostaja izgrađena je brana iznad sela Klabava, u blizini samog izvora. Od 1956. do 1959., zbog čestih poplava, čehoslovačka vlada dala je izgraditi dva paralelna tunela za izmjenu smjera toka rijeke. Svaki tunel bio je dimenzija 5 × 5 metara i duljine 1.500 metara.

## Vanjske poveznice

### Mrežna sjedišta
- (češ.) Stanje vodostaja rijeka na području povijesne pokrajine Češke  Arhivirana inačica izvorne stranice od 22. siječnja 2016. (Wayback Machine)

### Ostali projekti
|  | Zajednički poslužitelj ima još gradiva o temi Klabava (rijeka) |